# EZO CLUB RADIO
『EZO CLUB RADIO』（エゾクラブレディオ）は、エフエム北海道（AIR-G'）で2015年10月6日から放送されているラジオ番組。放送時間は毎週火曜 11:30 - 11:55 （日本標準時）。

## 放送時間
- 火曜日 11:30 - 11:55（2025年4月1日 - ）

### 過去
- 火曜日 11:30 - 11:55（2015年10月6日 - 2021年3月30日）
- 火曜日 12:30 - 12:55（2021年4月6日 - 2025年3月25日）

## パーソナリティ
- 阿野洋介
- 松尾亜希子（2017年4月4日 - ）

### 過去の出演者
- 中嶋あゆみ（2015年10月6日 - 2017年3月28日）